# José Romero Tena
José Romero Tena (Valencia, 8 de junio de 1871 –  7 de marzo de 1958) fue un escultor e imaginero español.

## Biografía
Los primeros trabajos de los que se tienen constancia de José Romero Tena se corresponden con el primer tercio del siglo XX. En aquella época hizo numerosas imágenes religiosas siguiendo una línea muy cercana al estilo de Francisco Salzillo, llegando en algunos casos a apreciarse gran similitud respecto al trabajo del escultor murciano. Desde su taller de Valencia, ubicado en la calle Alboraya 29, salieron imágenes para el levante español, pero también otras localidades españolas en regiones como Castilla y León, donde en localidades como Astorga su legado es muy apreciado. La Guerra Civil de 1936 destruyó gran parte de su trabajo. Al término de la misma, y con su hijo también trabajando en el taller, repuso varias de las imágenes destruidas y realizó otras muchas, no solo en España, sino también en varios países latinoamericanos. Fue ayudante de la Escuela de Artes e Industria de Valencia, y fue premiado por la Real Academia de Bellas Artes de San Carlos.

## Obra
La obra de José Romero Tena es principalmente de escultura e imaginería religiosa, destacando imágenes y retablos, entre otros.

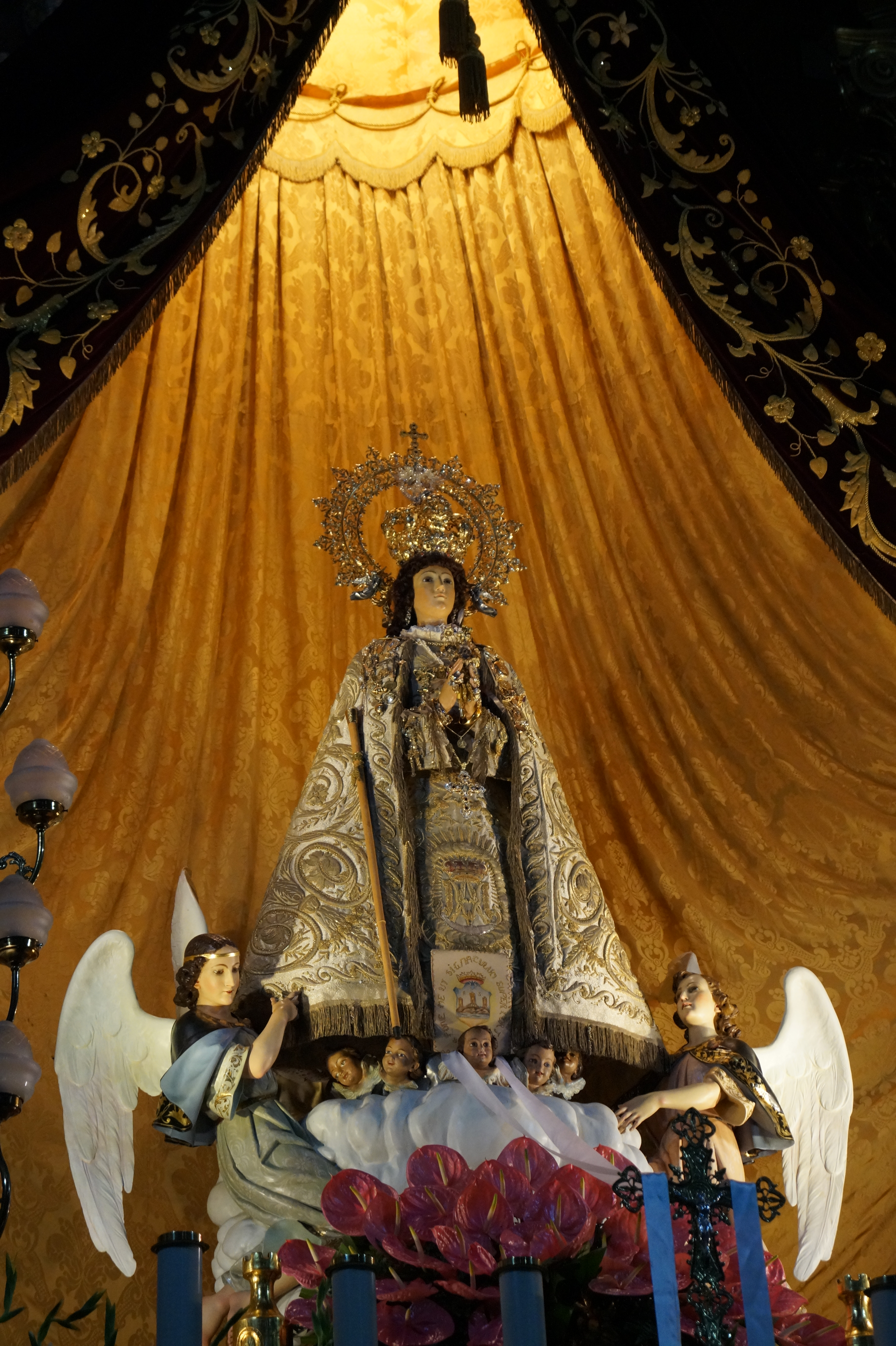
Nuestra Señora de las Nieves Coronada, patrona de Aspe y Hondón de las Nieves

#### Aguilar de la Frontera
- María Santísima de los Dolores, 1902.
- Nuestra Señora de la Esperanza (Principios s. XX).
- María Santísima de la Piedad (Principios s. XX).
- Nuestra Señora Reina y Madre de los Desamparados, 1912.
- Niño Jesús de Praga (atribuida), hacia 1920.

#### AspeyHondón de las Nieves
- Nuestra Señora de las Nieves Coronada (Patrona de ambas localidades), 1940.

#### Aspe
- Peana de nube y ángeles de Nuestra Señora de las Nieves (destruida), 1918.
- Peana de nube y ángeles de Nuestra Señora de las Nieves, 1940.
- Nuestro Padre Jesús Nazareno, 1940.[5]
- Santa Mujer Verónica, 1940.
- Sagrado Corazón de Jesús, 1940.
- Santa Teresa, 1940.
- Santísimo Cristo de la Buena Muerte, 1941.[6]
- Nuestra Señora del Rosario, 1941.

#### Astorga
- El Prendimiento de Cristo o Beso de Judas, 1909.
- Descendimiento de Cristo, 1923.
- Preparativos de la crucifixión, 1923 [7]

#### Bailén
- Retablo neogótico de la Virgen de Zocueca, 1912.
- Nuestra Señora de los Dolores, 1942.[8]

#### Lorquí
- Santiago Apóstol (destruida), 1912.

#### Onteniente
- Jesús atado a la columna y azotado por los verdugos, 1944.
- Santa Faz, 1946.[9]

#### Oviedo
- San Antonio de Padua (desaparecida), principios s. XX.[10]

#### Teruel
- Ecce Homo, 1899.

#### Tomelloso
- Nuestra Señora de la Soledad, 1940.
- Nuestra Señora de las Viñas Coronada, 1941.
- Santo Sepulcro, 1944.

#### Valdepeñas
- Nuestro Padre Jesús Caído (destruida), 1916.[11]

#### Valladolid
- Virgen del Pilar, 1906-1907.

#### Villanueva de los Infantes
- Nuestro Padre Jesús en el Huerto, 1943.

#### Zaragoza
- Santa Isabel de Portugal, 1913.